# Zsolnai József
Zsolnai József, születési nevén Zsemlye József (Szeged/Ásotthalom, 1935. március 12. – Törökbálint, 2011. január 12.) magyar nyelvész, neveléstudós, oktatáskutató, intézetigazgató, tudományos főmunkatárs, egyetemi tanár. A nyelvtudományok kandidátusa (1990), a Magyar Tudományos Akadémia doktora (2002). Zsolnai László közgazdász édesapja.

## Életpályája
Szülei: Zsemlye János és Pipicz Julianna voltak. 1950–1954 között Szegedi Tanítóképző Intézetben tanult. 1955–1958 között a Szegedi Pedagógiai Főiskola hallgatója volt. 1966–1968 között a József Attila Tudományegyetem diákja volt. 1971–1984 között kidolgozta a nyelvi, irodalmi és kommunikációs nevelési programot. 1973–1976 között az Eötvös Loránd Tudományegyetemen tanult. 1980-tól az Országos Közoktatási Intézet tudományos osztályvezetője volt Budapesten. 1981-től a képesség- és tehetségfejlesztés lehetőségeinek kutatásvezetője volt. 1985-ben programja alternatív tantervvé vált. 1985–1999 között a törökbálinti Kísérleti Iskola és Képességfejlesztő Országos Központ kutatásvezető igazgatója volt. 1990-től az Új Magyar Iskoláért Pedagógiai Egyesület elnöke volt. 1990–1995 között az Országos Közoktatási Intézet főigazgatója volt. 1995–1999 között a Janus Pannonius Tudományegyetem Tanárképző Intézet igazgatója, pedagógiai tanszékvezető docens volt. 1999-től a Veszprémi Egyetem Pedagógiai Kutatóintézet igazgatója és tudományos főmunkatársa volt. 2000-ben habilitált. 2002–2005 között egyetemi tanár, majd emeritus professor volt.

## Művei
- Bevezetés a pedagógiai szakirodalmi alkotómunka technikájába (1975)
- Anyanyelvtanítási kísérlet a kommunikációkutatás eredményei alapján (1976)
- Beszédművelés kisiskolás korban (1978)
- A pedagógiai technológia lehetőségei Magyarországon (1980)
- Nyelvi-irodalmi-komunnikációs nevelési kísérlet (1982)
- A képességfejlesztő iskoláért (1983)
- Egy gyakorlatközeli pedagógia (1986)
- A tanulás tervezése és irányítása (1986)
- Mi a baj a pedagógiával? (társszerző, 1987)
- Az értékközvetítő és képességfejlesztő pedagógia (1995)
- Bevezetés a pedagógiai gondolkodásba (1996)
- A pedagógia új rendszere címszavakban (1996)
- Vesszőfutásom a pedagógiáért (2002)
- A tudomány egésze. A magyar tudomány tudománypedagógiai szemléje (2006)

Műveinek bibliográfiáját lásd Györe Géza: 71 év 855 tétele. Zsolnai József-bibliográfia Pápa: Pannon Egyetem BTK ÉKP Központ, 2006. 167 oldal

## Díjai, kitüntetései
- Apáczai Csere János-díj (1987)
- A Magyar Köztársasági Érdemrend kiskeresztje (1995)
- Széchenyi professzor ösztöndíj (1999-2002)
- Kiss Árpád-díj (2005)
- Veszprém Megye Érdemrendje (2010)
- Szent-Györgyi Albert-díj (posztumusz, 2011)